# Cruel Intentions 3
Cruel Intentions 3 (no Brasil: Segundas Intenções 3; em Portugal: Estranhas Ligações 3) é um filme americano de drama-suspense dirigido por Scott Ziehl, lançado em 2004 diretamente em DVD. É protagonizado por Kerr Smith, Kristina Anapau e Nathan Wetherington. Apesar do seu nome, o filme tem quase nenhuma relação com os dois filmes anteriores da série, com exceção de que a personagem principal no filme, Cassidy Merteuil, é uma prima de um dos personagens, Kathryn Merteuil, no primeiro filme.

## Sinopse
Cassidy Merteuil (Kristina Anapau), uma prima distante de Kathryn Merteuil, chega em Santa Barbara para frequentar a Universidade Prestridge. Lá ela encontra Jason Argyle (Kerr Smith), um amigo da escola secundária que também estuda em Prestridge. Jason tem como colega de quarto Patrick Bales (Nathan Wetherington), sendo que os dois formam uma dupla cujo objetivo é seduzir e transar com as mais belas mulheres do campus.
Enquanto Jason tem de seduzir Sheila (Natalie Ramsey), que está em um relacionamento estável com o Michael (Tom Parker), Patrick tem de seduzir Alison (Melissa Yvonne Lewis).
Quando as recentes conquistas de ambos os deixam entediados, Jason aposta com Patrick se eles podem seduzir uma particular novata, que está sob a proteção de Cassidy. Mas nada é o que parece quando o triângulo formado por Cassidy, Jason e Patrick surge, pois cada um dos três quer enganar os outros.

## Elenco
- Kristina Anapau — Cassidy Merteuil
- Kerr Smith — Jason Argyle
- Nathan Wetherington — Patrick Bates
- Melissa Yvonne Lewis — Alison Lebray
- Natalie Ramsey — Sheila Wright
- Tom Parker — Michael Cattrall
- Charlie Weber — Brent Patterson
- Michael Pemberton — Christopher Newborn
- Tara Carroll — Valeria Caldas

## Trilha sonora
- "Broken" - Dalton Grant
- "The Stalker" - Piebald
- "Truth Be Told" - Glimpse
- "Indian Summer" - Pedro the Lion
- "Almost Nearly There" - The Waking Hours
- "Top of the World" - Seismic
- "Never Again" - Twintwelve
- "So I'm Told" - Twintwelve
- "You're Having the Time of My Life" - Jets to Brazil
- "The World Is You" - Jealousy Curve
- "Kind of Light" - The 88
- "Holiday" - Other Star People
- "Sweet Misery" - Nathan Anderson
- "Sunday Afternoon" - The 88
- "Happiness in NY" - Dalton Grant
- "Inside Another Quiet Room" - Fade
- "Smile" - Dalton Grant
- "You" - I-94
- "A Final Dance" - Tickler
- "If You Love It" - Too Rude
- "Appreciated" - Jealousy Curve
- "Love, Love, Love" - The Twigs